# Acrodactyla syndromosa
Acrodactyla syndromosa är en stekelart som beskrevs av Kusigemati 1985. Acrodactyla syndromosa ingår i släktet Acrodactyla och familjen brokparasitsteklar. Inga underarter finns listade i Catalogue of Life.